# Алексеевка (Камызякский район)
Алексеевка — село в Камызякском районе Астраханской области России. Входит в состав Самосдельского сельсовета.

## География
Село находится в южной части Астраханской области, на правом берегу Старой Волги (Дельта Волги), на расстоянии примерно 21 километра (по прямой) к юго-западу от города Камызяк, административного центра района. Абсолютная высота — 25 метров ниже уровня моря.
Климат умеренный, резко континентальный. Характеризуется высокими температурами летом и низкими — зимой, малым количеством осадков, а также большими годовыми и летними суточными амплитудами температуры воздуха.

## Население
| 2002 | 2010 | 2011 |
| ---- | ---- | ---- |
| 254  | ↘201 | ↘190 |

По данным Всероссийской переписи, в 2010 году численность населения села составляла 201 человек (99 мужчин и 102 женщины). Согласно результатам переписи 2002 года, в национальной структуре населения русские составляли 76 %.
| Национальность | Численность (2010) | Процент |
| -------------- | ------------------ | ------- |
| Русские        | 154                | 77,4%   |
| Чеченцы        | 18                 | 9%      |
| Азербайджанцы  | 7                  | 3,5%    |
| Казахи         | 7                  | 3,5%    |
| Узбеки         | 3                  | 1,5%    |
| Не указана     | 10                 | 5%      |
| Всего          | 199                | 100%    |

## Инфраструктура
В селе работают филиал Самосдельской средней школы и отделение Почты России.

## Улицы
Уличная сеть села состоит из 3 улиц: Коклюй, Молодёжная и Набережная.